# Джон Болтон
Джон Роберт Болтон (англ. John Robert Bolton; нар. 20 листопада 1948, Балтимор, Меріленд) — американський політик-республіканець і дипломат, який працював послом США в Організації Об'єднаних Націй з 2005 по 2006 роки. Болтон відомий своїм критичним ставленням до ООН.
Отримав юридичну освіту в Єльському університеті. Під час президентства Рональда Рейгана і Джорджа Буша-старшого працював на різних посадах у Держдепартаменті, Міністерстві юстиції та Агентстві США з міжнародного розвитку (USAID). При адміністрації Джорджа Буша-молодшого був заступником державного секретаря з контролю над озброєннями і міжнародної безпеки.
З 9 квітня 2018 р.  по 10 вересня 2019 р. — радник президента США Трампа з національної безпеки.

## Життєпис
У 1989—1993 роках помічник держсекретаря США у справах міжнародних організацій.
У 2001–2005 — заступник держсекретаря з контролю за озброєннями. Посол США в ООН в 2005–2006. Пішов у відставку 9 грудня 2006. На цій посаді його змінив Пуштун Халілзад Залмай. З січня 2007 Болтон працює на посаді старшого наукового співробітника в Американському інституті підприємництва, з літа 2007-го обраний в члени вченої ради.
Болтон відомий своїми консервативними поглядами на зовнішню політику. Він є прихильником жорсткої лінії по відношенню до країн так званої «осі зла» — Північної Кореї, Ірану, Куби, Росії та її союзників. Зокрема, у 2002 Болтон звинуватив керівництво Куби і особисто Фідель Кастро в експорті біологічної зброї в «країни-ізгої». У 2003 став активним прихильником вторгнення до Іраку. У травні 2007 Болтон виступив із закликом до адміністрації президента США якомога швидше провести військову операцію і щодо Ірану.
Незважаючи на те, що Болтон більше року був представником США в ООН, він не приховував свого скептицизму щодо цієї інституції — «Немає такого поняття, як ООН. Є тільки світове співтовариство, яке може очолювати лише єдина в світі наддержава, якою є Сполучені Штати».
У червні 2010 року разом з низкою відомих політиків заснував міжнародну громадську організацію «Ініціатива друзів Ізраїлю» («Friends of Israel Initiative»), одне із завдань якої — боротьба з делегітимації держави Ізраїль.
Протягом останніх років Болтон виступає за озброєння України та надання їй перспективи членства у НАТО. Критикував зовнішню політику президента США Барака Обами, розглядав ситуацію в Україні як приклад провальних рішень офіційного Вашингтона. Був одним із претендентів на посаду Державного секретаря США в уряді Дональда Трампа.

### Радник президента США з питань національної безпеки
18 лютого 2017 р. повідомлялося, що президент Трамп провів інтерв'ю з Болтоном та трьома іншими, щоб визначити, хто займатиме посаду радника з національної безпеки замість звільненого генерал-лейтенанта Майкла Т. Флінна.
З 13 лютого 2017 по 20 лютого 2017 цю посаду займав Джозеф Кіт Келлог.
З 20 лютого 2017 по 9 квітня 2018 радником президента Трампа був Герберт МакМастер.

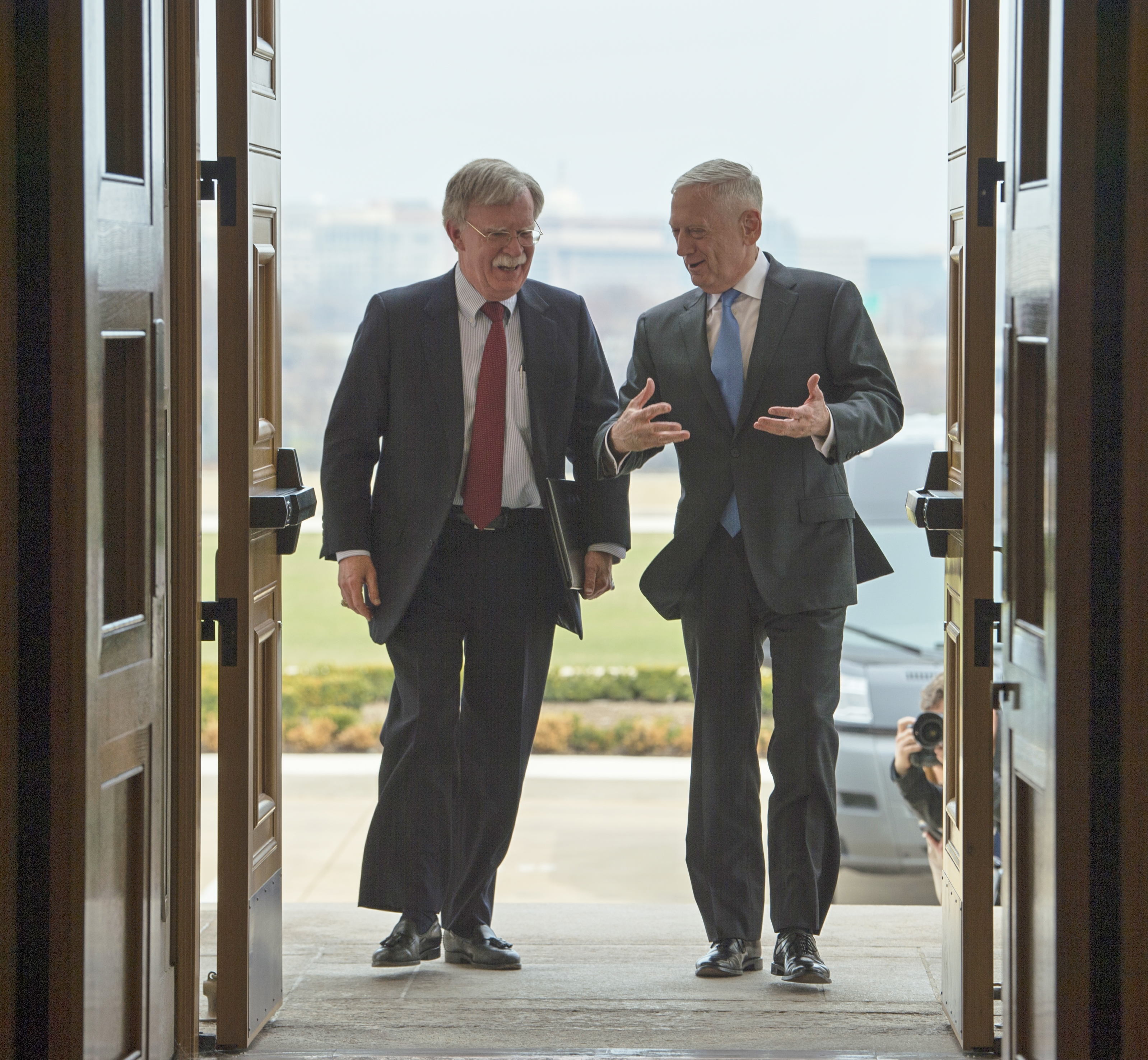
U.S. Міністр оборони Джеймс Меттіс вітає представника Ради національної безпеки Болтона в Пентагоні у березні 2018 року

Болтон розпочав свою роботу як радник з питань національної безпеки 9 квітня 2018
The New York Times пише, що підйом Джона Болтона та Майка Помпео разом з відходом Рекса Тіллерсона та генерала Макмастера означає, що зовнішня політична команда Трампа є «найбільш радикально агресивною командою зовнішньої політики навколо американського президента в сучасній пам'яті», і порівняла її з командою зовнішньої політики навколо Джорджа Буша, зокрема з Діком Чейні і Дональдом Рамсфельдом.
10 квітня 2018 року Радник президента США з внутрішньої безпеки Том Боссерт подав у відставку на прохання Болтона.
10 вересня 2018 у своєму першому програмному виступі як Радник з питань національної безпеки Джон Болтон, зокрема, критикував Міжнародний кримінальний суд (МКС) у Гаазі. Болтон заявив, що США готові застосувати санкції проти МКС, якщо він проведе розслідування проти американських військ в Афганістані. «Ми будемо забороняти їхнім суддям та прокурорам в'їжджати до Сполучених Штатів. Ми будемо запроваджувати санкції проти їхніх коштів в американській фінансовій системі, і ми будемо переслідувати їх у кримінальній системі США. Ми будемо робити те ж саме для будь-якої компанії чи держави, які допомагають суду в розслідування проти американців».

## Нагороди
- Відзнака «Іменна вогнепальна зброя» (Україна, 24 серпня 2018) — за вагомий особистий внесок у зміцнення українсько-американського міждержавного співробітництва[14]

## Висловлювання[15]
про ООН
«Немає ніякої ООН <…> Якщо штаб-квартира ООН у Нью-Йорку втратить десять поверхів, різниці ніхто не помітить» (у виступі в Нью-Йорку 3 лютого 1994 року).
Про міжнародне право
«Велика помилка — надавати якесь значення міжнародному праву, навіть якщо це може здатися відповідним нашим короткостроковим інтересам. У тривалій перспективі на міжнародне право ставлять ті, хто хоче стримати Сполучені Штати» (в інтерв'ю американському журналу Insight 2 серпня 1999 року).
Про ЄС
«Смертельно забюрократизовані європейські структури, далекі від будь-якого демократичного контролю і прагнуть урізати владу національних держав» (в книзі мемуарів «Капітуляція — не вихід: захищаючи Америку в ООН і на міжнародній арені»; 2007 року).
Про національну безпеку
«Головна загроза нашій національній безпеці — це Барак Обама» (в ході виступу у Вашингтоні 3 червня 2014 року).
про Ірак
«Я цілком за демократію в Іраку <…> Але сьогодні наші національні інтереси вимагають не допустити будь-якої частини Іраку стати базою для тероризму, і якщо ця мета буде досягнута за допомогою методів, що відрізняються від демократії в розумінні Джефферсона, то я не заперечую» (в інтерв'ю Financial Times 19 жовтня 2007 року).
«Я як і раніше вважаю, що рішення повалити Саддама було правильним. Я вважаю, що неправильні рішення були прийняті пізніше і найгірше з них — вивести війська США і коаліції в 2011 році» (в інтерв'ю виданню The Washington Examiner 14 травня 2015 року).
Про іранську ядерну програму
«Щоб не дати Ірану отримати бомбу, розбомбили Іран» (заголовок авторської статті Джона Болтона в The New York Times 26 березня 2015 року).
Про КНДР
«Єдиним дипломатичним виходом залишається зміна режиму в Північній Кореї <…> Говорячи про дипломатію щодо Північної Кореї, про нові санкції, ми просто даємо їй більше часу для нарощування ядерного арсеналу <…> і піддаємо ризику себе, Японію і Південну Корею» (в інтерв'ю Fox News Channel 3 вересня 2017 року).
Про Китай
«На жаль, у нас немає стратегії щодо Китаю. У нас є недоноски стратегії. Обама просто про це не думав, а тепер ми пожинаємо плоди» (в інтерв'ю виданню Breitbart News 6 листопада 2017 року).
"Я пам'ятаю дебати про прийняття Китаю до СОТ в 2000 році. Всі говорили: " Вони стануть підкорятися міжнародним нормам, будуть більш орієнтовані на ринок, визнають владу закону <…> "Звучало добре, але ці передбачення не справдилися. Китайці обманюють, крадуть інтелектуальну власність, дискримінують іноземний бізнес. А ми все спускаємо їм з рук "(в інтерв'ю Fox Business News 21 березня 2018 року).
Про Росію
«Росія пройшла через демократію і вийшла з іншого боку. Те ж саме можна сказати про європейські інституції …» (в інтерв'ю Financial Times 19 жовтня 2007 року).
«Якщо Росія намагалася втрутитися в наші вибори, вона повинна зіткнутися з дуже важкими наслідками» (в ефірі Fox News від 11 грудня 2016 року).
«Путін виводить війська з Сирії, щоб показати європейцям, що він стабілізував регіон, а у відповідь хоче зняття санкцій, накладених через Україну» (офіційний акаунт у Twitter, 18 березня 2016 року).
«Якщо ми не почнемо негайних, конкретних заходів зараз, Солсбері буде не останнім місцем, де ми побачимо використання хімічної зброї <…> Я думаю, слід дати жорстку відповідь» (коментар про замах на Сергія Скрипаля в ефірі Fox News 15 березня 2018 рік) .
|  | Росія, Китай, Сирія, Іран і Північна Корея - це режими, які з вами домовляються, а потім - брешуть про ці домовленості. І якщо політика безпеки США буде базуватися на фейках про те, що з ними взагалі можна про щось домовитися - то вона приречена на провал |

Про себе
«Я вірю, що можу внести найбільший вклад в наше майбутнє, залишаючись чітким і послідовним прихильником жорсткої, рейганівської зовнішньої політики, яка встановлює мир за допомогою сили» (офіційний акаунт у Facebook, 14 травня 2015 року).